# Caroline Hildebrandt
Caroline Hildebrandt (Rio de Janeiro, 26 de maio de 1985) é uma ex-praticante de nado sincronizado brasileira. Foi escolhida a melhor atleta da modalidade, no Prêmio Brasil Olímpico de 2006. Tem 3 medalhas de bronze em Jogos Pan-Americanos, e 12 medalhas de ouro em Jogos Sul-americanos.

## Carreira
Caroline entrou na seleção brasileira em 1999, na categoria juvenil. Em 2002 entrou para seleção adulta.
Foi bronze por equipe nos Jogos Pan-Americanos de 2003, em Santo Domingo, na República Dominicana.
No Pan de 2007, na cidade do Rio de Janeiro, conquistou o bronze no dueto e em equipes.
Finalista nos campeonatos Mundiais (categoria adulta) de 2003 (Barcelona), 2005 (Montreal) e 2007 (Melbourne).
Atleta eleita pelo COB, para participar do Olympic Youth Camp, durante as Olimpíadas de Atenas, 2004.
Finalista no Mundial Júnior de 2001 (Seattle).
Medalhas de bronze no Pan Júnior (American Cup), no ano de 2000 (Tallahassee).
Campeã Sul-americana nos Jogos de 1999, 2001, 2002, 2003, 2004 e 2006.